# TVS Group
Die TVS Group ist eine indische Unternehmensgruppe mit Sitz in Madurai (Bundesstaat Tamil Nadu). Sie ist nach eigener Aussage der führende Automobilzulieferer in Indien.

## Geschichte
Die Unternehmensgruppe geht auf die Gründung eines ländlichen Transportunternehmens durch T. V. Sundaram Iyengar in Tamil Nadu zurück. Als Muttergesellschaft der Gruppe gilt TVS & Sons. Das Unternehmen befindet sich in fünfter Generation in Familienbesitz und wird eher konservativ geführt.
Zu den prominentesten Unternehmen der Holding  gehören TVS Motor, Sundram Fasteners und Sundaram Finance. Ebenso werden TVS Srichakra (auch TVS Tyres genannt) und TVS Logistics (inzwischen TVS Supply Chain Solutions) hervorgehoben. Derzeit gibt es etwa 45 Tochtergesellschaften.